# أكمية ثنائية الألوان
أكمية ثنائية الألوان (الاسم العلمي: Aechmea bicolor) هو نوع نباتي يتبع جنس الأكمية من فصيلة البروميلية.